# نينو
نينو (بالبرتغالية: Marcilio Florencio Mota Filho‏) هو لاعب كرة قدم برازيلي في مركز الدفاع، ولد في 10 أبريل 1997 في ريسيفي في البرازيل. لعب مع نادي فلومينينسي.

## وصلات خارجية
- نينو على موقع قاعدة بيانات كرة القدم.إي يو (الإنجليزية)
- نينو على موقع Soccerway.com (الإنجليزية)
- نينو على موقع عالم كرة القدم.نت (الإنجليزية)
- نينو على موقع أوليمبيديا (الإنجليزية)